# 井手英策
井手 英策（いで えいさく、1972年4月24日 - ）は、日本の経済学者。慶應義塾大学経済学部教授。専門は、財政社会学、産業社会学。福岡県久留米市出身。

## 略歴
福岡教育大学附属久留米小学校、福岡教育大学附属久留米中学校、ラ・サール高等学校を経て、1995年、東京大学経済学部卒業。2000年、同大学大学院経済学研究科博士課程単位取得退学。同年、日本銀行金融研究所客員研究生、2001年東北学院大学経済学部助手、2003年横浜国立大学大学院国際社会科学研究科助教授、2006年コロラド大学ボルダー校政治学部客員研究員、2007年横浜国立大学大学院国際社会科学研究科准教授。2008年「高橋財政の研究：昭和恐慌からの脱出と財政再建への苦闘」で、東京大学博士（経済学）。2009年慶應義塾大学経済学部准教授、2013年、同教授。
2015年『経済の時代の終焉』で第15回大佛次郎論壇賞受賞。

## 著書
- 『高橋財政の研究－昭和恐慌からの脱出と財政再建への苦闘』 （有斐閣、2006年）
- 『財政赤字の淵源－寛容な社会の条件を考える』 （有斐閣、2012年）
- 『日本財政－転換の指針』（岩波新書、2013年）
- 『日本財政の現代史1－土建国家の時代 1960～85年』（有斐閣、2014年）
- 『経済の時代の終焉（シリーズ　現代経済の展望）』（岩波書店、2015年）
- 『18歳からの格差論－日本に本当に必要なもの』 （東洋経済新報社、2016年）
- 『財政から読みとく日本社会－君たちの未来のために』 （岩波ジュニア新書、2017年）
- 『幸福の増税論－財政はだれのために』（岩波新書、2018年）
- 『富山は日本のスウェーデン－変革する保守王国の謎を解く』（集英社新書、2018年）
- 『いまこそ税と社会保障の話をしよう！』（東洋経済新報社、2019年）
- 『欲望の経済を終わらせる』（集英社インターナショナル、2020年）
- 『ふつうに生きるって何? : 小学生の僕が考えたみんなの幸せ』（毎日新聞出版、2021年）
- 『どうせ社会は変えられないなんてだれが言った? : ベーシックサービスという革命』（小学館、2021年）
- 『10歳から使ってほしいみんなのお金とサービス大事典』（誠文堂新光社、2022年）
- 『ベーシックサービス : 「貯蓄ゼロでも不安ゼロ」の社会』（小学館新書、2024年）

### 共編著
- 『中央銀行の財政社会学－現代国家の財政赤字と中央銀行』 （大島通義共著） （知泉書館、2006年）
- 『希望の構想－分権・社会保障・財政改革のトータルプラン』 （神野直彦共編） （岩波書店、2006年）
- 『交響する社会－「自律と調和」の政治経済学』 （菊地登志子・半田正樹共編） （ナカニシヤ出版、2011年）
- 『雇用連帯社会－脱土建国家の公共事業』 （編著） （岩波書店、2011年）
- 『平成史－増補新版』 （小熊英二・貴戸理恵・菅原琢・中澤秀雄・仁平典宏・濱野智史・韓東賢共著） （河出書房新社、2014年）
- 『分断社会を終わらせる－「だれもが受益者」という財政戦略』 （古市将人・宮崎雅人共著） （筑摩選書、2016年）
- 『財政赤字の国際比較－民主主義国家に財政健全化は可能か』 （ジーン・パーク共編） （岩波書店、2016年）
- 『分断社会・日本－なぜ私たちは引き裂かれるのか』（松沢裕作共著） （岩波ブックレット、2016年）
- 『市民自治講座 後編』 （廣瀬克哉・石毛鍈子・大西隆共著、坪郷實・市民がつくる政策調査会編） （公人社、2016年）
- 『分断社会ニッポン』 （佐藤優・前原誠司共著） （朝日新書、2016年）
- 『大人のための社会科－未来を語るために』 （宇野重規・坂井豊貴・松沢裕作共著） （有斐閣、2017年）
- 『「分かち合い」社会の構想－連帯と共助のために』（神野直彦,連合総合生活開発研究所共編）（岩波書店、2017年）
- 『未来の再建－暮らし・仕事・社会保障のグランドデザイン』（今野晴貴、藤田孝典共著）（ちくま新書、2018年）
- 『リベラルは死なない－将来不安を解決する設計図』（朝日新書、2019年）
- 『ソーシャルワーカー－「身近」を革命する人たち』（柏木一惠、加藤忠相、中島康晴共著）（ちくま新書、2019年）
- 『壁を壊すケア : 「気にかけあう街」をつくる』（岩波書店、2021年）
- 『財政社会学とは何か : 危機の学から分析の学へ』（倉地真太郎、佐藤滋、古市将人、村松怜、茂住政一郎共著）（有斐閣、2022年）